# Lotus T128
La Lotus T128,  già conosciuta come TL11 dal numero del suo progetto, è una vettura di Formula 1 con la quale il Team Lotus affronta la stagione 2011.
Disegnata da Mike Gascoyne, la vettura viene presentata sul sito della scuderia il 31 gennaio 2011. Viene confermata la formazione dei piloti titolari del 2010, Jarno Trulli e Heikki Kovalainen.

## Livrea
La livrea della vettura è simile a quella del 2010, verde con una fascia gialla.

## Sviluppo
Presentando la vettura il progettista Mike Gascoyne ha affermato come la vettura sia molto più moderna della precedente e di come essa sarà la base per le vetture di F1 della Lotus del futuro. La monoposto rappresenta una forte discontinuità col modello del 2010. La forma delle prese d'aria laterali risulta molto più rastremata, così come il musetto appare più affilato. La zona del roll-bar presenta una forma simile a quella della Mercedes MGP W01.
La vettura è spinta da quest'anno da un propulsore Renault, che sostituisce il motore Cosworth. La trasmissione, invece, è fornita dalla Red Bull Racing.
La monoposto, però, non adotta il KERS, che sarà fornito sempre dalla Red Bull solo a partire dal 2012.
La vettura adotta da questa stagione, come tutte le altre monoposto, pneumatici Pirelli, al posto dei Bridgestone.

## Piloti
- Heikki Kovalainen -  - n.20
- Jarno Trulli -  - n.21 (gare 1-9, 11-19)
- Karun Chandhok -  - Terzo Pilota, n.21 (gara 10)
- Ricardo Teixeira -  - Collaudatore
- Davide Valsecchi -  - Collaudatore
- Luiz Razia -  - Collaudatore

L'indiano Karun Chandhok sostituisce, solo per il Gran Premio di Germania, Jarno Trulli.

## Stagione 2011

### Test
I test non iniziano in maniera positiva. La vettura riscontra alcuni problemi tecnici, che ne rallentano lo sviluppo. Il debutto avviene il 2 febbraio, nella seconda giornata della sessione di Valencia, con Kovalainen alla guida, ma vengono presto interrotti per un guaio al servosterzo. Per recuperare le prime due giornate perse per questi problemi la Lotus rimane sul circuito a provare anche il 4 febbraio, ma con tempi molto alti. Al volante della vettura si cimenta anche Ricardo Teixeira, pilota di Formula 2.
Nei test di Circuito di Jerez lo sviluppo è nuovamente interrotto da dei problemi meccanici. Kovalainen il 12 febbraio riesce comunque a far segnare il nono tempo, e il sesto il giorno seguente.
A Barcellona, tra il 18 e il 21 febbraio, la vettura si mantiene ancora la più veloce fra quelle delle scuderie entrate in F1 nel 2010. Il secondo giorno la vettura viene nuovamente testata da Teixeira. Il giorno seguente Jarno Trulli fa segnare il sesto miglior tempo anche se la vettura sconta ancora la perdita di liquidi. L'ultimo giorno invece un piccolo incidente non ha consentito di provare a lungo.
Nei test svolti a marzo, sempre sul circuito di Barcellona, fa il suo esordio, con un buon settimo tempo, Davide Valsecchi. Le buone prestazioni sono state confermate il terzo giorno da Kovalainen che ha chiuso anche lui settimo, mentre Trulli ha scontato un problema al cambio. Il giorno successivo il finlandese ha compiuto ben 138 giri senza riscontrare problemi alla vettura.

### Campionato
Nelle prime dodici gare stagionali la vettura non giunge a punti, pur confermandosi come la migliore tra le vetture messe in pista dai tre team che hanno esordito nel 2010. In Inghilterra e in Belgio Heikki Kovalainen raggiunge la Q2 durante le prove.
Pur non cogliendo punti iridati la scuderia si classifica decima nel campionato costruttori.

## Risultati F1
| Anno | Team       | Motore              | Gomme | Piloti     |     |     |    |    |     |    |     |    |     |    |     |    |    |     |    |    |    |    |    | Punti | Pos. |
| ---- | ---------- | ------------------- | ----- | ---------- | --- | --- | -- | -- | --- | -- | --- | -- | --- | -- | --- | -- | -- | --- | -- | -- | -- | -- | -- | ----- | ---- |
| 2011 | Team Lotus | Renault RS27 2.4 V8 | P     | Kovalainen | Rit | 15  | 16 | 19 | Rit | 14 | Rit | 19 | Rit | 16 | Rit | 15 | 13 | 16  | 18 | 14 | 14 | 17 | 16 | 0     | 10º  |
| 2011 | Team Lotus | Renault RS27 2.4 V8 | P     | Trulli     | 13  | Rit | 19 | 18 | 18  | 13 | 16  | 20 | Rit |    | Rit | 14 | 14 | Rit | 19 | 17 | 19 | 18 | 18 | 0     | 10º  |
| 2011 | Team Lotus | Renault RS27 2.4 V8 | P     | Chandhok   | SP  |     |    | SP |     |    |     | SP | SP  | 20 |     | SP | SP |     | SP | SP | SP |    |    | 0     | 10º  |
| 2011 | Team Lotus | Renault RS27 2.4 V8 | P     | Valsecchi  |     | SP  |    |    |     |    |     |    |     |    |     |    |    |     |    |    |    |    |    | 0     | 10º  |
| 2011 | Team Lotus | Renault RS27 2.4 V8 | P     | Razia      |     |     | SP |    |     |    |     |    |     |    |     |    |    |     |    |    |    |    | SP | 0     | 10º  |

| Legenda | 1º posto     | 2º posto | 3º posto    | A punti         | Senza punti/Non class.  | Grassetto – Pole position Corsivo – Giro più veloce |
| Legenda | Squalificato | Ritirato | Non partito | Non qualificato | Solo prove/Terzo pilota | Grassetto – Pole position Corsivo – Giro più veloce |